# Стандарты напряжений и частот в разных странах
Национальные стандартные номинальные напряжения и частоты — напряжение (частота), для которых предназначены или идентифицированы электрические сети в рамках отдельных государств и регионов.
В мире наиболее распространены две основных стандартных напряжения и частоты. Один из них американский стандарт 100—127 вольт 60 герц, совместно с вилками A и B. Другой стандарт — европейский, 220—240 вольт 50 герц, вилки типов C — M.
Большинство стран приняло один из этих двух стандартов, хотя иногда встречаются переходные или уникальные стандарты. На карте показано, в каких странах используются те или иные стандарты.
|  |

Напряжение/частота

Типы розеток/вилок

Если при той же потребляемой мощности используется более низкое напряжение, прибор потребляет больший ток. Это приводит к увеличению потерь при передаче энергии (при снижении напряжения в 2 раза ток увеличится в 2 раза, а потери на том же проводе возрастут в 4 раза согласно закону Джоуля — Ленца). Поэтому в странах, где номинальное напряжение составляет 100—127 В, как например в США, нередко отказываются от распределительных сетей низкого напряжения, среднее напряжение (5-15 кВ) преобразуется в низкое максимально близко к потребителю, и для каждого дома (высотного или даже частного) устанавливается отдельная компактная ТП (так называемая «чушка», англ. pole pig). Обычно вторичная обмотка такого трансформатора имеет отвод от середины, который заземляется, и получается двухфазная цепь с двумя плечами в противофазе. В результате есть возможность подключать приборы, рассчитанные как на 100—127 В, так и на 200—250 В (см. также en:Split-phase electric power). К домам подводятся три провода — два провода от разных «плечей» низковольтной обмотки трансформатора, и один — от «заземлённого» среднего отвода низковольтной обмотки трансформатора, что позволяет использовать 120 В для питания маломощных потребителей (подключение между фазным проводом и заземлённой нейтралью) и линейное напряжение 240 В для питания мощных потребителей (стиральных машин, кондиционеров и т. д.) при подключении между двумя фазными проводами. Эта практика ведёт своё начало от трёхпроводной распределительной сети постоянного тока, запатентованной Томасом Эдисоном в 1880 году, в которой использовались две цепи ±110 В и заземлённый нейтральный провод.
В приведённой ниже таблице перечислено, какие стандарты напряжений, частот и типов штепсельных разъёмов приняты в странах мира; использованы данные Международной электротехнической комиссии и Министерства торговли США.

## Стандартные напряжения и частоты в разных странах
| Регион                                              | Типы вилки/розетки                  | Напряжение                   | Частота     | Комментарии |
| --------------------------------------------------- | ----------------------------------- | ---------------------------- | ----------- | --- |
| Республика Абхазия                                  | C , F                               | 220 В                        | 50 Гц       | Напряжение в отдаленных районах нестабильно и может достигать 120 В, случаются сильные перепады и периодические кратковременные и ночные прекращения подачи электричества |
| Австралия                                           | I                                   | 230 В (ранее 240 В)          | 50 Гц       | На 2000 год в AS 60038 указано напряжение 230 В с допуском от +10 % до −6 %. Это было сделано для совместимости с другими странами, но 240 В остаётся в пределах допустимого отклонения, и часто встречается. Сетевое напряжение в народе по-прежнему называют «двести сорок вольт». В ванных комнатах гостиниц часто можно видеть розетки типов I, C и C с обозначением «только для бритв» |
| Австрия                                             | C , F                               | 230 В                        | 50 Гц       | ÖVE-IG/EN 50075, ÖVE/ÖNORM E 8620 |
| Азербайджан                                         | C , F                               | 220 В                        | 50 Гц       | Официальное напряжение в электросети 220 В с допуском ±10 %. В старых зданиях наиболее распространены розетки типа C, в современных домах и офисах — розетки типа F. Розетки типа E встречаются редко. В основном применяются в специализированных помещениях для подключения оборудования, например, в серверных комнатах для подключения оборудования в электросеть, питающуюся от бесперебойного источника питания |
| Албания                                             | C , F                               | 220 В                        | 50 Гц       | |
| Алжир                                               | B , C , F                           | 230 В                        | 50 Гц       | |
| Американское Самоа                                  | A , B , F , I                       | 120 В                        | 60 Гц       | NEMA 1-15 P, NEMA 5-15 P |
| Ангилья                                             | A , B                               | 110 В                        | 60 Гц       | |
| Ангола                                              | C , F                               | 220 В                        | 50 Гц       | |
| Андорра                                             | C , F                               | 230 В                        | 50 Гц       | |
| Антигуа и Барбуда                                   | A , B                               | 230 В                        | 60 Гц       | |
| Аргентина                                           | C , F , I                           | 220 В                        | 50 Гц       | В отличие от большинства других стран, использующих разъёмы типа I, нейтральный контакт в розетке располагается слева, если заземляющий контакт направлен вниз (IRAM 2073). Розетки типов C и F встречаются редко |
| Армения                                             | C , F                               | 230 В (ранее 220 В)          | 50 Гц       | ГОСТ 29322-2014 (IEC 60038:2009), ГОСТ 32144-2013 (CENELEC ЕN 50160:2010) |
| Аруба                                               | A , B , F                           | 127 В                        | 60 Гц       | В колонии Лаго 115 В |
| Афганистан                                          | C , D , F                           | 220-240 В                    | 50 Гц       | Напряжение обычно нестабильно и может колебаться от 160 до 280 В |
| Багамские Острова                                   | A , B                               | 120 В                        | 60 Гц       | На некоторых удалённых островах используется частота 50 Гц |
| Бангладеш                                           | A , C , F , D , G , K               | 220 В                        | 50 Гц       | |
| Барбадос                                            | A , B                               | 115 В                        | 50 Гц       | |
| Бахрейн                                             | G                                   | 230 В                        | 50 Гц       | В Авали 110 В, 60 Гц |
| Беларусь                                            | C , F                               | 230 В (ранее 220 В)          | 50 Гц       | Напряжение 230 В с допустимым отклонением ±10 % согласно ГОСТ 29322-2014 (IEC 60038:2009), ГОСТ 32144-2013 (CENELEC ЕN 50160:2010)Также широко используется номинальное напряжение 220 В |
| Белиз                                               | A , B , G                           | 110 В и 220 В                | 60 Гц       | |
| Бельгия                                             | C , E                               | 230 В                        | 50 Гц       | NBN C 61 112-1 |
| Бенин                                               | C , E                               | 220 В                        | 50 Гц       | |
| Бермуды                                             | A , B                               | 120 В                        | 60 Гц       | |
| Болгария                                            | C , F                               | 230 В (ранее 220 В)          | 50 Гц       | |
| Боливия                                             | A , C                               | 220 В                        | 50 Гц       | В городах Ла-Пас и Виача — 115 В |
| Бонайре. Синт-Эстатиус и Саба                       | A , B , C , F                       | 127 В                        | 50 Гц       | Распространение типов розеток зависит от застройщика и собственника здания |
| Босния и Герцеговина                                | C , F                               | 230 В (ранее 220 В)          | 50 Гц       | |
| Ботсвана                                            | D , G , M                           | 230 В                        | 50 Гц       | |
| Бразилия                                            | A , B , C , F , I , N               | 127 В и 220 В                | 60 Гц       | В разных штатах напряжение в сети может быть 115, 127 или 220 В. Чаще всего используются розетки типов A, B и C (иногда розетка совместима сразу со всеми тремя стандартами), к розеткам типа I подаётся напряжение 220 В в местах преимущественного распространения напряжения 127 В. Два напряжения обычно используются для питания мощных электроприборов, таких как сушилки и водонагреватели, работающих от 220 В. С 1 января 2010 года Бразилия переходит на розетки IEC 60906-1, и все производимые электроприборы должны соответствовать новым стандартам |
| Британская Территория в Индийском Океане            | G                                   | 240 В                        | 50 Гц       | |
| Бруней                                              | G                                   | 240 В                        | 50 Гц       | |
| Буркина-Фасо                                        | C , E                               | 220 В                        | 50 Гц       | |
| Бурунди                                             | C , E                               | 220 В                        | 50 Гц       | |
| Бутан                                               | D , F , G , M                       | 230 В                        | 50 Гц       | |
| Вануату                                             | I                                   | 230 В                        | 50 Гц       | |
| Ватикан                                             | C , F , L                           | 230 В (ранее 220 В)          | 50 Гц       | Аналогично Италии, где доминирует стандарт L, розетки Schuko используются для подключения мощных приборов. В настоящее время устанавливаются только розетки типа F |
| Великобритания                                      | G (Изредка D и M )                  | 230 В                        | 50 Гц       | Напряжение в сети, в соответствии со стандартом — 230 В +10 %/−6 % (от 216,2 до 253 В), однако в 2008 году границы допустимого напряжения были расширены до 207 В снизу. Кроме перечисленных типов, в ванных комнатах встречается розетка BS 4573 для электробритв. Розетки типов D и M встречаются в старых домах, а также через них часто подключают осветительное оборудование в театрах и на съёмочных площадках |
| Венгрия                                             | C , F                               | 230 В (ранее 220 В)          | 50 Гц       | |
| Венесуэла                                           | A , B                               | 120 В                        | 60 Гц       | Электроприборы, питающиеся от 220 В, подключаются через разъёмы типа G |
| Виргинские Острова (Великобритания)                 | A , B                               | 110 В                        | 60 Гц       | |
| Виргинские Острова (США)                            | A , B                               | 120 В                        | 60 Гц       | Основное напряжение сети, в соответствии со стандартом, составляет 120 В (от 114 до 126 В). К большинству домов подводятся две цепи в противофазе, что позволяет получить 240 В, от которых запитываются более мощные потребители, такие как стирально-сушильные машины, кондиционеры, электроплиты и так далее. В старых домах могут встречаться розетки типа A, но с 1962 года устанавливаются только розетки типа B |
| Восточный Тимор                                     | C , E , F , I                       | 220 В                        | 50 Гц       | |
| Вьетнам                                             | A , B , C , F , G                   | 220 В                        | 50 Гц       | Разъёмы типа A и B распространены в Южном Вьетнаме, а в северном — типа C и F. В дорогих гостиницах, построенных предприятиями Сингапура и Гонконга, встречаются розетки типа G |
| Габон                                               | C                                   | 220 В                        | 50 Гц       | |
| Гаити                                               | A , B                               | 110 В                        | 60 Гц       | |
| Гайана                                              | A , B , D , G                       | 240 В                        | 60 Гц/50 Гц | Встречаются сети как с частотой 50, так и 60 Гц, но наблюдается постепенный переход к 60 Гц |
| Гамбия                                              | G                                   | 230 В                        | 50 Гц       | |
| Гана                                                | D , G                               | 230 В                        | 50 Гц       | |
| Гваделупа                                           | C , D , E                           | 230 В                        | 50 Гц       | |
| Гватемала                                           | A , B                               | 120 В                        | 60 Гц       | |
| Гвиана                                              | C , D , E                           | 220 В                        | 50 Гц       | |
| Гвинея                                              | C , F , K                           | 220 В                        | 50 Гц       | |
| Гвинея-Бисау                                        | C , F                               | 220 В                        | 50 Гц       | |
| Германия                                            | C , F                               | 230 В (ранее 220 В)          | 50 Гц       | Незаземлённые розетки устарели и встречаются редко |
| Гернси                                              | C , G                               | 230 В                        | 50 Гц       | |
| Гибралтар                                           | G , K                               | 240 В                        | 50 Гц       | Розетки типа K встречаются в зданиях, построенных датской компанией Europort |
| Гондурас                                            | A , B                               | 110 В                        | 60 Гц       | |
| Гонконг                                             | D , G , M                           | 220 В                        | 50 Гц       | В целом аналогично Великобритании, но иногда встречаются разъёмы типа M (в основном на 13-15 А) или D |
| Гренада                                             | G                                   | 230 В                        | 50 Гц       | |
| Гренландия                                          | C , K                               | 220 В                        | 50 Гц       | |
| Греция                                              | C , F , «Триполики»                 | 230 В (ранее 220 В)          | 50 Гц       | В новостройках устанавливаются розетки Schuko. На острове Керкира применяются только розетки типа C и напряжение 220 В с частотой 50 Гц |
| Грузия                                              | C , F                               | 220 В                        | 50 Гц       | Напряжение в сети составляет 220 В ±6% (207-233 В) |
| Гуам                                                | A , B                               | 110 В                        | 60 Гц       | |
| Дания                                               | C , E , F , K                       | 230 В                        | 50 Гц       | Розетки типа E введены в июле 2008 года и достаточно редки |
| Джерси                                              | C , F , G                           | 230 В                        | 50 Гц       | |
| Джибути                                             | C , E                               | 220 В                        | 50 Гц       | |
| Доминика                                            | D , G                               | 230 В                        | 50 Гц       | |
| Доминиканская Республика                            | A , B                               | 110 В                        | 60 Гц       | |
| Египет                                              | C , F                               | 220 В                        | 50 Гц       | |
| Замбия                                              | C , F , D , G                       | 230 В                        | 50 Гц       | |
| Зимбабве                                            | D , G                               | 220 В                        | 50 Гц       | |
| Израиль                                             | C , E , F , H , M                   | 230 В                        | 50 Гц       | Розетки и вилки типа Н в настоящее время модифицированы для использования круглых контактов, поэтому современные розетки поддерживают типы С и Н. Розетки типа М используются в кондиционерах |
| Индия                                               | C , F , D , M                       | 230 В                        | 50 Гц       | По стандарту IS 1293 напряжение должно быть 220 В, а частота — 50 Гц, но может изменяться в пределах от 216 до 253 В. В некоторых гостиницах есть также розетки на 120 В |
| Индонезия                                           | C , F , G                           | 220 В                        | 50 Гц       | Розетка типа G встречается редко |
| Иордания                                            | B , C , D , F , G , J               | 230 В                        | 50 Гц       | |
| Ирак                                                | C , D , G                           | 230 В                        | 50 Гц       | |
| Иран                                                | C , F                               | 220 В                        | 50 Гц       | Незаземлённые розетки устарели и встречаются редко |
| Ирландия                                            | G (Изредка D , M и F )              | 230 В (ранее 220 В)          | 50 Гц       | Стандартом NSAI предписывается использование розеток (I.S. 411) и вилок (I.S. 401) типа G, а также BS 4573 для электробритв, аналогично Великобритании. В старых домах, электрифицированных компанией Siemens, иногда встречаются розетки типа F |
| Исландия                                            | C , F                               | 230 В                        | 50 Гц       | |
| Испания                                             | C , E , F , L                       | 230 В (ранее 220 В)          | 50 Гц       | На Канарских островах в старых домах также встречаются розетки типа E и L, в основном используются розетки типа C, но в новостройках устанавливаются только розетки типа F. Тип розетки E за пределами Канарских островов встречается крайне редко, но в силу необходимости использовать импортное оборудование ими полностью оборудован Мадридский университет имени Карла III |
| Италия                                              | C , F , L                           | 230 В (ранее 220 В)          | 50 Гц       | Несмотря на то, что в Италии доминирует стандарт L, розетки Schuko используются для подключения мощных приборов |
| Йемен                                               | A , D , G                           | 230 В                        | 50 Гц       | |
| Кабо-Верде                                          | C , F                               | 220 В                        | 50 Гц       | |
| Казахстан                                           | C , F                               | 230 В (ранее 220 В)          | 50 Гц       | ГОСТ 29322-2014 (IEC 60038:2009), ГОСТ 32144-2013 (CENELEC ЕN 50160:2010) |
| Камбоджа                                            | A , C , G                           | 230 В                        | 50 Гц       | |
| Камерун                                             | C , E                               | 220 В                        | 50 Гц       | |
| Канада                                              | A , B                               | 120 В                        | 60 Гц       | Чаще всего в домах разведены две цепи 120 В в противофазе — аналогично США (CSA C22.2 No. 42) |
| Катар                                               | D , G                               | 240 В                        | 50 Гц       | |
| Кения                                               | G                                   | 240 В                        | 50 Гц       | |
| Кипр                                                | G                                   | 240 В                        | 50 Гц       | |
| Кыргызстан                                          | C , F                               | 230 В (ранее 220 В)          | 50 Гц       | ГОСТ 29322-2014 (IEC 60038:2009), ГОСТ 32144-2013 (CENELEC ЕN 50160:2010) |
| Кирибати                                            | I                                   | 240 В                        | 50 Гц       | |
| Китай                                               | A , C , I                           | 220 В                        | 50 Гц       | Большинство розеток совместимы с вилками типа A (неполяризованными) или I (без заземления). Некоторые вдобавок поддерживают вилки типа C. Существуют также заземлённые розетки для вилок типа I, обычно в виде отдельных гнёзд в дополнение к предыдущим типам. Стоит помнить, что на все эти разъёмы подаётся напряжение 220 В |
| Китайская Республика (Тайвань)                      | A , B                               | 110 В                        | 60 Гц       | В основном используются розетки типа A, либо похожие на тип B, но с нефункциональным отверстием на месте заземляющего контакта. Заземлённые розетки стали устанавливать относительно недавно. Нередки случаи, когда у вилок электроприборов отрезается заземляющий контакт. Размеры коробов для электроустановочных изделий аналогичны североамериканским. Для мощных электроприборов (в основном кондиционеров) часто подводится цепь 220 В |
| Колумбия                                            | A , B                               | 120 В                        | 60 Гц       | Аналогично США и Канаде, в домах может быть по две противофазные цепи на 120 В, позволяющие подключть приборы на 240 В. Колумбийские правила устройства электроустановок (исп. Codigo Electrico Colombiano) аналогичны американским |
| Коморы                                              | C , E , F                           | 220 В                        | 50 Гц       | |
| Республика Конго                                    | C , E , F                           | 230 В                        | 50 Гц       | |
| Демократическая Республика Конго                    | C , D , F                           | 220 В                        | 50 Гц       | |
| КНДР                                                | C                                   | 220 В                        | 60 Гц/50 Гц | |
| Республика Корея                                    | A , B , C , F                       | 220 В                        | 60 Гц       | Основной тип розеток — F. Розетки типа C (CEE 7/17) считаются устаревшими, но всё ещё встречаются. Часто их заменяют на розетки типа F, не подключая при этом заземление. В некоторых старых домах ещё встречается напряжение 110 В, разведённое по североамериканской противофазной схеме, и при переводе на 220 В часто используется линейное напряжение. 110 В обычно подаётся на розетки типов A и B. Часто в квартирах можно встретить понижающие трансформаторы, через которые подключают электроприборы, купленные в США или Японии. Также розетки на 110 В изредка встречаются в гостиницах. Коробки под электроустановочные изделия соответствуют американским размерам. |
| Косово                                              | C , F                               | 230 В (ранее 220 В)          | 50 Гц       | |
| Коста-Рика                                          | A , B                               | 120 В                        | 60 Гц       | |
| Кот-д’Ивуар                                         | C , E                               | 230 В                        | 50 Гц       | |
| Куба                                                | A , B                               | 110 В                        | 60 Гц       | |
| Кувейт                                              | C , F , G                           | 240 В                        | 50 Гц       | |
| Кюрасао                                             | A , B , F                           | 127 В и 220 В                | 60 Гц       | Напряжение 220 В используется только в сетях с розетками типа F и встречается редко |
| Лаос                                                | A , B , C , E , F                   | 230 В                        | 50 Гц       | |
| Латвия                                              | C , F                               | 230 В (ранее 220 В)          | 50 Гц       | |
| Лесото                                              | M                                   | 220 В                        | 50 Гц       | |
| Либерия                                             | A , B , C , E , F                   | 120 В и 240 В                | 60 Гц/50 Гц | Ранее 60 Гц, в настоящее время принят стандарт 50 Гц. Множество частных электростанций до сих пор генерируют 60 Гц. Стандарты розеток A и B используются совместно с напряжением 110 В; C и F используются совместно с напряжением 230/240 В. Значительная часть энергосистемы была разрушена во время первой и второй гражданских войн с 1989 года, и поставки электроэнергии населению до сих пор ограничены. Местные стандарты напряжения могут варьироваться и не совпадать с обычными (рекомендованными) значениями для заданного типа розетки |
| Ливан                                               | A , B , C , F , D , G               | 240 В                        | 50 Гц       | |
| Ливия                                               | D , L                               | 127 В и 230 В                | 50 Гц       | Энергосистемы Триполи, Киренаики, Бенгази, Дерны, Себхи и Тобрука работают на напряжении 230 В |
| Литва                                               | C , F                               | 230 В (ранее 220 В)          | 50 Гц       | |
| Лихтенштейн                                         | C , F , J                           | 230 В                        | 50 Гц       | Разъёмы типа C — только CEE 7/16 |
| Люксембург                                          | C , F                               | 230 В (ранее 220 В)          | 50 Гц       | |
| Маврикий                                            | C , G                               | 230 В                        | 50 Гц       | |
| Мавритания                                          | C , F                               | 220 В                        | 50 Гц       | |
| Мадагаскар                                          | C , D , E , J , K                   | 127 В и 220 В                | 50 Гц       | |
| Майотта                                             | E                                   | 220 В                        | 50 Гц       | |
| Макао                                               | D , M , G , F                       | 220 В                        | 50 Гц       | Официальный стандарт отсутствует. Примечательно, что в паромном терминале Гонконг — Макао, который был построен правительством Португалии до передачи суверенитета Китаю, использовались типы E и F. После передачи суверенитета КНР Макао перешёл на тип G для государственных и частных зданий. До 1980 года был принят устаревший в настоящее время стандарт 110 В. Розетки типа F встречаются крайне редко |
| Малави                                              | G                                   | 230 В                        | 50 Гц       | |
| Малайзия                                            | C , G (M — для мощных потребителей) | 240 В (по стандарту — 230 В) | 50 Гц       | По нынешнему стандарту напряжение в сети должно быть 230 В +10 % −6 %, однако оно всё ещё поддерживается на уровне 240 В. Кроме вилок типа G и M, часто используются вилки типа C (в основном для подключения аудио- и видеотехники), подключаемые либо через переходники, либо без (в последнем случае вилка входит с усилием и может сломаться). Также встречаются розетки, похожие на британские для электробритв |
| Мали                                                | C , E                               | 220 В                        | 50 Гц       | |
| Мальдивы                                            | A , D , F , G , J , K , L           | 230 В                        | 50 Гц       | Распространение типов розеток зависит от застройщика и собственника здания |
| Мальта                                              | G                                   | 230 В (ранее 240 В)          | 50 Гц       | |
| Марокко                                             | C , E , F                           | 127 В и 220 В                | 50 Гц       | Планируется повсеместный переход на 220 В |
| Мартиника                                           | C , D , E                           | 220 В                        | 50 Гц       | |
| Маршалловы Острова                                  | A , B                               | 120 В                        | 60 Гц       | |
| Мексика                                             | A , B                               | 127 В                        | 60 Гц       | Основное напряжение в сети составляет 127 В (от 114 до 140 В), в остальном стандарты близки к североамериканским (NMX-J-163-ANCE) |
| Микронезия                                          | A , B                               | 120 В                        | 60 Гц       | |
| Мозамбик                                            | C , F , M                           | 220 В                        | 50 Гц       | Розетки типа M встречаются в основном вдоль границы с ЮАР, включая столицу Мапуту |
| Молдова                                             | C , F                               | 230 В (ранее 220 В)          | 50 Гц       | Встречаются розетки советского образца |
| Монако                                              | C , D , E , F                       | 230 В                        | 50 Гц       | |
| Монголия                                            | C , E , F                           | 230 В (ранее 220 В)          | 50 Гц       | |
| Монтсеррат                                          | A , B                               | 230 В                        | 60 Гц       | |
| Мьянма                                              | C , D , F , G , I                   | 230 В                        | 50 Гц       | Распространение типов розеток зависит от застройщика и собственника здания. В крупных гостиницах встречаются розетки типа G, кроме того, утверждается, что в них есть розетки типа I и другие |
| НКР                                                 | C , F                               | 230 В (ранее 220 В)          | 50 Гц       | ГОСТ 29322-2014 (IEC 60038:2009), ГОСТ 32144-2013 (CENELEC ЕN 50160:2010) |
| Намибия                                             | D , M                               | 220 В                        | 50 Гц       | |
| Науру                                               | I                                   | 240 В                        | 50 Гц       | |
| Непал                                               | C , D , M                           | 230 В                        | 50 Гц       | |
| Нигер                                               | A , B , C , D , E , F               | 220 В                        | 50 Гц       | Распространение типов розеток зависит от застройщика и собственника здания |
| Нигерия                                             | D , G                               | 240 В                        | 50 Гц       | |
| Нидерланды                                          | C , F                               | 230 В (ранее 220 В)          | 50 Гц       | |
| Никарагуа                                           | A , B                               | 120 В                        | 60 Гц       | |
| Ниуэ                                                | I                                   | 230 В                        | 50 Гц       | |
| Новая Зеландия                                      | I                                   | 230 В                        | 50 Гц       | С 1997 года по стандарту напряжение должно составлять 230 В ±6 % |
| Новая Каледония                                     | E                                   | 220 В                        | 50 Гц       | |
| Норвегия                                            | C , F                               | 230 В                        | 50 Гц       | Широко распространено заземление по системе IT, но в новостройках используется TN. В Бергене встречаются электроустановки, заземлённые по системе TT. Розетки без заземления устанавливать в новостройках запрещено |
| ОАЭ                                                 | C , D , F , G                       | 220 В                        | 50 Гц       | BS 1363 |
| Оман                                                | C , F , G                           | 240 В                        | 50 Гц       | Напряжение обычно нестабильно. Розетки типов C и F встречаются редко |
| Острова Кайман                                      | A , B                               | 120 В                        | 60 Гц       | |
| Острова Кука                                        | I                                   | 240 В                        | 50 Гц       | |
| Остров Мэн                                          | G                                   | 240 В                        | 50 Гц       | |
| Острова Питкэрн                                     | I                                   | 230 В                        | 50 Гц       | |
| Острова Святой Елены, Вознесения и Тристан-да-Кунья | G                                   | 240 В                        | 50 Гц       | |
| Пакистан                                            | C , D , G , M                       | 230 В                        | 50 Гц       | По стандарту напряжение составляет 230 В ±5 %, частота — 50 Гц ±2 %, но Karachi Electric Supply Corporation (KESC) поставляет потребителям 240 В. Разъёмы типа C и D используются для маломощных устройств, для мощных — в основном разъёмы типа M. Разъёмы типа G встречаются редко |
| Палестина                                           | C , E , F , H , M                   | 230 В                        | 50 Гц       | Используются электросети, построенные по стандартам Израиля: розетки и вилки типа Н модифицированы для использования круглых контактов, поэтому современные розетки поддерживают типы С и Н. Розетки типа М используются в кондиционерах |
| Панама                                              | A , B                               | 110 В                        | 60 Гц       | 120 В в Панама-Сити |
| Папуа — Новая Гвинея                                | I                                   | 240 В                        | 50 Гц       | |
| Парагвай                                            | C , F                               | 220 В                        | 50 Гц       | |
| Перу                                                | A , B , C , F                       | 220 В                        | 60 Гц       | В Таларе 110/220 В, в Арекипе — 50 Гц |
| Польша                                              | C , E , F                           | 230 В (ранее 220 В)          | 50 Гц       | Незаземлённые розетки типа C встречаются редко, в основном в старых домах и в сельской местности |
| Португалия                                          | C , E , F                           | 230 В                        | 50 Гц       | Розетки типа E встречаются крайне редко, в основном в старых домах на Мадейре и Азорских островах |
| ПМР                                                 | C , F                               | 230 В (ранее 220 В)          | 50 Гц       | Встречаются розетки советского образца |
| Пуэрто-Рико                                         | A , B                               | 120 В                        | 60 Гц       | |
| Реюньон                                             | E                                   | 220 В                        | 50 Гц       | |
| Россия                                              | C , F                               | 220-230 В (ранее 220 В)      | 50 Гц       | 230 вольт в соответствии с ГОСТ 29322-2014 (IEC 60038:2009); допускается отклонение ±10 % по напряжению и ±0,2 Гц по частоте в соответствии с ГОСТ 32144-2013 (CENELEC ЕN 50160:2010). В СССР с 1940-х годов жилые дома подключались к трёхфазным сетям напряжением 220/380 В; также использовались трехфазные сети 127/220 В, построенные ранее. В жилых помещениях и помещениях общего пользования использовалось однофазное напряжение с нейтральным проводником (без защитного заземления). Большинство розеток были рассчитаны на вилки типа C со штырями диаметром 4 мм. Для подключения специализированной техники, требующей защитного заземления — кассовые аппараты, медицинские приборы — использовались розетки и вилки типа I. Особо мощные бытовые электроприборы — электрические плиты, кондиционеры, системы электроотопления — подключались через различные промышленные розетки и вилки (типов СЭ, РШ, ВШ, РС), рассчитанные на ток 25-32-40 A и двух-трёхфазное напряжение 220—380 В, при этом использовалась одна фаза 220 В с нейтралью и отдельным защитным занулением (PEN). Розетки типа F (Schuko) становятся основным типом розеток, но двухполюсные розетки без заземляющего контакта типа С выпускаются. ГОСТ 29322-92 (IEC 38-83) предписывал полностью перейти на 230/400 В с 2003 года. Сетевое напряжение в большинстве случаев по-прежнему равно 220 вольт (с допуском плюс-минус 5-10 %), так как со стандартом 220 В не отменён, несмотря на официальный переход России на стандартное напряжение 230 вольт. И поэтому допустимое напряжение в сети колебалось от 198 до 253 В. В настоящее время, в апреле 2022 года, в соответствии с СП256, был принят стандарт 220-230 В с допуском -10% от 230 В, и +10% от 220 В (от 207 до 242 В) для оптимальной работы электроприборов, работающих с напряжением 220 или 230 В. Для освещения подвалов, влажных помещений и других помещений с повышенной угрозой поражения электрическим током используется сверхнизкое напряжение 36, 24 или 12 Вольт. |
| Руанда                                              | C , F , J                           | 230 В                        | 50 Гц       | |
| Румыния                                             | C , F                               | 230 В (ранее 220 В)          | 50 Гц       | Часто встречаются розетки, аналогичные советским |
| Сальвадор                                           | A , B                               | 115 В                        | 60 Гц       | |
| Самоа                                               | I                                   | 230 В                        | 50 Гц       | |
| Сан-Марино                                          | C , F , L                           | 230 В (ранее 220 В)          | 50 Гц       | Аналогично Италии, где доминирует стандарт L, розетки Schuko используются для подключения мощных приборов. В настоящее время устанавливаются только розетки типа F |
| Сан-Томе и Принсипи                                 | C , F                               | 220 В                        | 50 Гц       | |
| Саудовская Аравия                                   | A , B , F , G                       | 127 В и 220 В                | 60 Гц/50 Гц | Стандарт SASO 2203. Напряжение зависит от города и подключения к определённой электростанции. Распространение типов розеток зависит от застройщика и собственника здания |
| САДР                                                | C , E , F                           | 127 В и 220 В                | 50 Гц       | Напряжение зависит от города и подключения к определённой электростанции. Распространение типов розеток зависит от застройщика и собственника здания |
| Северная Македония                                  | C , F                               | 230 В (ранее 220 В)          | 50 Гц       | |
| Северные Марианские Острова                         | A , B                               | 110 В                        | 60 Гц       | |
| Северный Кипр                                       | G                                   | 240 В                        | 50 Гц       | |
| Сейшельские Острова                                 | G                                   | 240 В                        | 50 Гц       | |
| Сен-Мартен                                          | C , E                               | 220 В                        | 50 Гц       | |
| Сен-Пьер и Микелон                                  | E                                   | 230 В                        | 50 Гц       | |
| Сенегал                                             | C , D , E , F , K                   | 230 В                        | 50 Гц       | |
| Сент-Винсент и Гренадины                            | A , C , E , G , I , K               | 230 В                        | 50 Гц       | Распространение типов розеток зависит от застройщика и собственника здания |
| Сент-Китс и Невис                                   | A , B , D , G                       | 110 В и 230 В                | 60 Гц       | |
| Сент-Люсия                                          | G                                   | 240 В                        | 50 Гц       | |
| Сербия                                              | C , F                               | 230 В (ранее 220 В)          | 50 Гц       | |
| Сингапур                                            | G (M для мощных приборов)           | 230 В                        | 50 Гц       | Аналогично Малайзии, по стандарту напряжение в сети должно быть 230 В +10 % −6 %. Кроме вилок типа G и M, часто используются вилки типа C (в основном для подключения аудио- и видеотехники), подключаемые либо через переходники, либо без (в последнем случае вилка входит с усилием и может сломаться). Также встречаются розетки, похожие на британские для электробритв |
| Синт-Мартен                                         | A , B                               | 120 В                        | 60 Гц       | |
| Сирия                                               | C , E , F , L                       | 220 В                        | 50 Гц       | |
| Словакия                                            | C , E , F                           | 230 В                        | 50 Гц       | STN 34 4516 |
| Словения                                            | C , F                               | 230 В (ранее 220 В)          | 50 Гц       | |
| США                                                 | A , B                               | 120 В                        | 60 Гц       | Основное напряжение сети, в соответствии со стандартом, составляет 120 В (от 114 до 126 В). К большинству домов подводятся две цепи в противофазе, что позволяет получить 240 В, от которых запитываются более мощные потребители, такие как стирально-сушильные машины, кондиционеры, электроплиты и так далее. В старых домах могут встречаться розетки типа A, но с 1962 года устанавливаются розетки только типа B |
| Сомали                                              | C , F                               | 220 В                        | 50 Гц       | |
| Сомалиленд                                          | C , F                               | 220 В                        | 50 Гц       | |
| Судан                                               | C , F , D                           | 230 В                        | 50 Гц       | |
| Суринам                                             | C , F                               | 127 В                        | 60 Гц       | |
| Сьерра-Леоне                                        | D , G                               | 230 В                        | 50 Гц       | |
| Таджикистан                                         | C , F , I                           | 220 В                        | 50 Гц       | |
| Таиланд                                             | A , B , C , F , I без заземления    | 220 В                        | 50 Гц       | Напряжение в сетях Таиланда обычно стабильное и поддерживается на уровне 220 В с отклоненими в пределах 210-230 В. Во время гроз и экстримальной погоды напряжение может падать волнообразным характером, после снова поднимается до уровня в 220 В. Перебои с электричеством встречаются редко. Розетки в отелях и большинстве других зданий обычно представляют собой комбинацию типов B и C и в них можно воткнуть вилки типов A, B, C и I без заземления, в более старых зданиях — только типа А. Наиболее часто встречаются вилки типов A и C, более мощные приборы подключаются через тип F. Часто используется вилка с круглыми штырями, у которой заземление подключается аналогично вилке типа B |
| Танзания                                            | D , G                               | 230 В                        | 50 Гц       | |
| Теркс и Кайкос                                      | A , B                               | 110 В                        | 60 Гц       | |
| Того                                                | C , F                               | 220 В                        | 50 Гц       | В Ломе — 127 В |
| Токелау                                             | I                                   | 230 В                        | 50 Гц       | |
| Тонга                                               | I                                   | 240 В                        | 50 Гц       | |
| Тринидад и Тобаго                                   | A , B                               | 115 В                        | 60 Гц       | |
| Тувалу                                              | I                                   | 220 В                        | 50 Гц       | |
| Тунис                                               | C , E , F                           | 220 - 230 В                  | 50 Гц       | |
| Туркменистан                                        | B , C , F                           | 220 В                        | 50 Гц       | |
| Турция                                              | C , F                               | 230 В                        | 50 Гц       | |
| Уганда                                              | G                                   | 240 В                        | 50 Гц       | |
| Узбекистан                                          | C , F                               | 220 В                        | 50 Гц       | |
| Украина                                             | C , F                               | 230 В (ранее 220 В)          | 50 Гц       | На территории Украины с 01.03.2025 действует национальный стандарт «ДСТУ ЕN 50160:2023. Характеристики напряжения в системах электроснабжения общего назначения». Согласно этому стандарту действуют номинальные напряжения 230/400 В ± 10 % |
| Уоллис и Футуна                                     | A , B , C , E , F                   | 110 В и 220 В                | 60 Гц/50 Гц | Напряжение зависит от города и подключения к определённой электростанции. Распространение типов розеток зависит от застройщика и собственника здания |
| Уругвай                                             | C , F , L и I                       | 230 В (ранее 220 В)          | 50 Гц       | Чаще всего встречаются розетки типа L, реже — типа F (в них обычно включают компьютеры). Розетки типа I встречаются в очень старых постройках и разводятся как в Аргентине |
| Фарерские острова                                   | C , F , K                           | 230 В                        | 50 Гц       | |
| Фиджи                                               | I                                   | 240 В                        | 50 Гц       | AS/NZS 3112 |
| Филиппины                                           | A , B , C                           | 220 В                        | 60 Гц       | В основном используются разъёмы типа A, но встречаются и тип C. Розетки типа B обычно используются для мощных приборов и компьютеров |
| Финляндия                                           | C , F                               | 230 В                        | 50 Гц       | |
| Фолклендские острова                                | G                                   | 240 В                        | 50 Гц       | |
| Франция                                             | C , E                               | 230 В (ранее 220 В)          | 50 Гц       | Розетки без заземления запрещены |
| Французская Полинезия                               | A , B , C , E , F                   | 110 В и 220 В                | 60 Гц/50 Гц | |
| Хорватия                                            | C , F                               | 230 В (ранее 220 В)          | 50 Гц       | |
| ЦАР                                                 | C , E , F                           | 220 В                        | 50 Гц       | |
| Чад                                                 | D , E , F                           | 220 В                        | 50 Гц       | |
| Черногория                                          | C , F                               | 220 В (ранее 220 В)          | 50 Гц       | |
| Чехия                                               | C , E , F                           | 230 В                        | 50 Гц       | ČSN 35 4516 |
| Чили                                                | C , F , L                           | 220 В                        | 50 Гц       | |
| Швейцария                                           | C , F , J                           | 230 В                        | 50 Гц       | SN SEV 1011:2009 |
| Швеция                                              | C , F                               | 230 В (ранее 220 В)          | 50 Гц       | Незаземлённые розетки в новостройках запрещены. Наиболее мощные приборы питаются от трёхфазной сети, аналогично промышленным приборам. В ванных комнатах иногда встречаются розетки на 110—115 В |
| Шри-Ланка                                           | D , M , G                           | 230 В                        | 50 Гц       | В новых домах и наиболее дорогих гостиницах используются розетки типа G |
| Эквадор                                             | A , B                               | 120 В                        | 60 Гц       | |
| Экваториальная Гвинея                               | C , E , F                           | 220 В                        | 50 Гц       | В новых зданиях обычно устанавливаются розетки типа F |
| Эритрея                                             | C , F                               | 230 В                        | 50 Гц       | |
| Эсватини                                            | M                                   | 230 В                        | 50 Гц       | |
| Эстония                                             | C , F                               | 230 В (ранее 220 В)          | 50 Гц       | |
| Эфиопия                                             | C , E , F , L                       | 220 В                        | 50 Гц       | Розетки типов E и L крайне редки |
| ЮАР                                                 | C , F , M , N                       | 220 В                        | 50 Гц       | |
| Южная Георгия и Южные Сандвичевы Острова            | G                                   | 240 В                        | 50 Гц       | |
| Южная Осетия                                        | C , F                               | 220 В                        | 50 Гц       | |
| Южный Судан                                         | C , D , F                           | 230 В                        | 50 Гц       | |
| Ямайка                                              | A , B                               | 110 В и 220 В                | 50 Гц       | |
| Япония                                              | A , B                               | 100 В                        | 60 Гц/50 Гц | В восточных областях (Токио, Кавасаки, Саппоро, Йокогама и Сендай) преобладает электрификация током частотой 50 Гц, в то время как в западных областях (Окинава, Осака, Киото, Кобе, Нагоя, Хиросима) — 60 Гц. Для военного оборудования на Окинаве используется напряжение 120 В. Кроме того, в Японии часто устанавливаются розетки типа A, причём ещё довольно широко встречается неполяризованный вариант. В остальном правила устройства электроустановок близки к североамериканским |